# Anthene seltuttus
Anthene seltuttus är en fjärilsart som beskrevs av Johannes Karl Max Röber 1886. Anthene seltuttus ingår i släktet Anthene och familjen juvelvingar. Inga underarter finns listade i Catalogue of Life.

## Bildgalleri

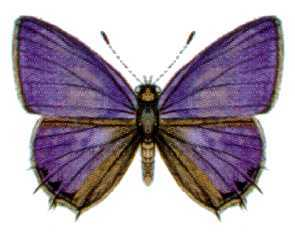
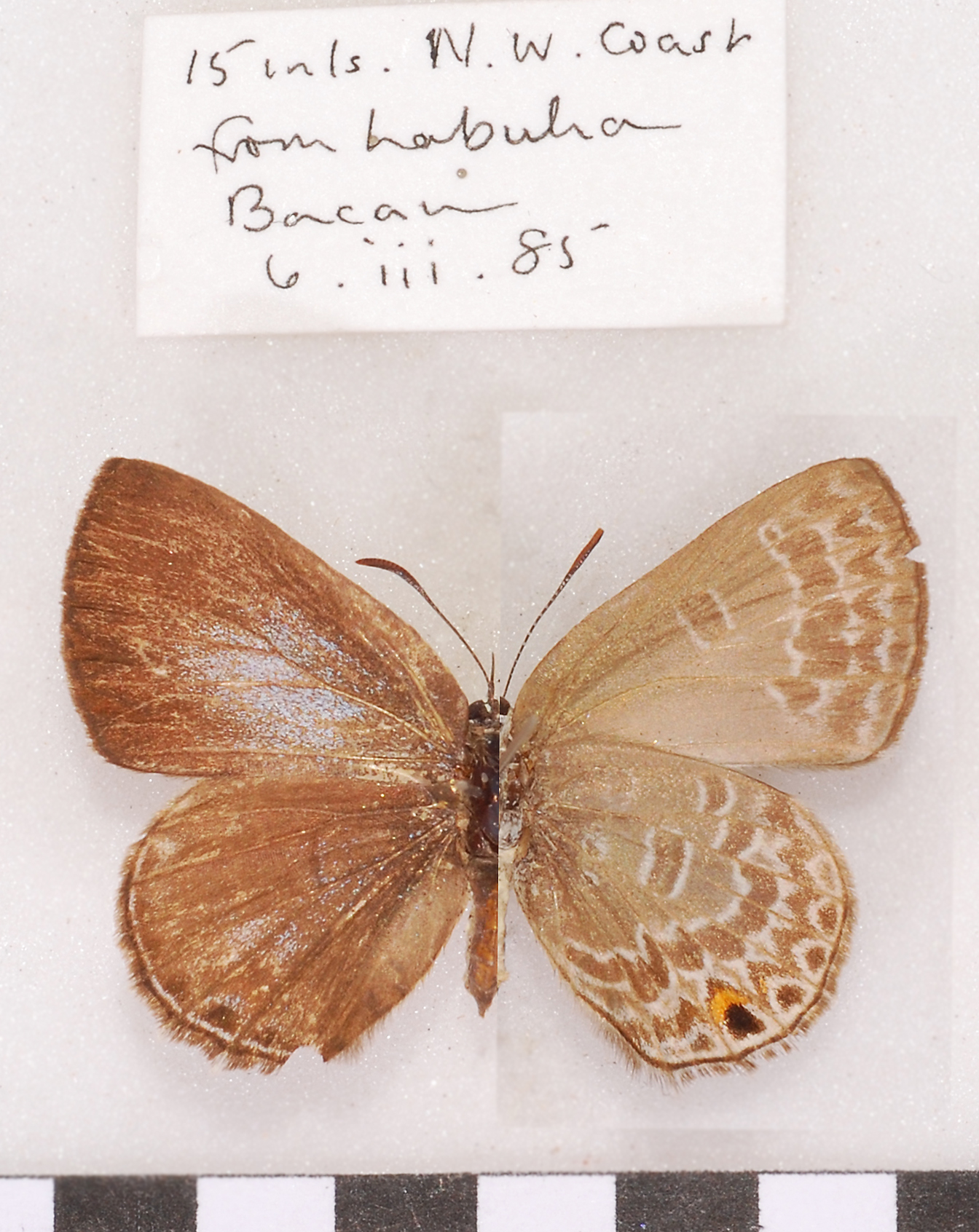